# Pinterest
Pinterest is een sociaalnetwerksite.
De site functioneert als digitaal prikbord. De gebruiker kan over het hele web afbeeldingen pinnen en deze op een van de aangemaakte 'prikborden' bewaren, om later te proberen deze te kopen of verkopen. In september 2017 kondigde het bedrijf aan te zijn gegroeid naar 200 miljoen maandelijks actieve gebruikers. Pinterest werd opgericht door Paul Sciarra, Evan Sharp en Ben Silbermann, de laatste is CEO. Het hoofdkantoor is gevestigd in San Francisco in Californië.
De Verordening digitale diensten beschouwt Pinterest als een zeer groot onlineplatform, en legt bijhorende verplichtingen op.

## Geschiedenis
De ontwikkeling van Pinterest begon in december 2009 en in maart 2010 werd deze als bètaversie gelanceerd. In eerste instantie was de website alleen maar op uitnodiging te bezoeken, maar later werd registratie via e-mail ook mogelijk. In augustus 2012 werd het mogelijk om gratis te registreren zonder een uitnodiging te krijgen via e-mail.
Door het tijdschrift TIME werd de site in augustus 2011 opgenomen in de column "The 50 Best Websites of 2011". Het webmagazine TechCrunch riep in januari 2012 de website uit tot beste beginnende site van 2011. De site trok meer dan 10 miljoen gebruikers in 9 maanden tijd en was zo de snelst groeiende website ooit.
In 2018 leed het bedrijf op een omzet van 762 miljoen dollar 62 miljoen dollar verlies. Op dat moment had de website ongeveer 250 miljoen gebruikers. Bij de beursgang op 18 april 2019 werden er 75 miljoen aandelen à $19 verkocht. Aan het einde van de handelsdag stond de koers van Pinterest op $24,40 per aandeel, wat neerkomt op ruim 1,8 miljard dollar.

## Gebruik
Gebruikers van Pinterest kunnen hun eigen prikborden aanmaken. Op deze borden kunnen vervolgens afbeeldingen van het hele web worden geplaatst door middel van een Pin it-knop. Elke speld (pin) geeft een afbeelding, video of artikel weer. Deze spelden worden gegroepeerd op de borden die de gebruiker naar wens kan aanmaken en indelen.
Het sociale aspect aan de website is dat deze borden in principe openbaar zijn en dus kunnen worden gevolgd door andere gebruikers. Ook bestaat de mogelijkheid dat andere gebruikers een repin uitvoeren. Hiermee plaatsen zij de artikelen die zij bij andere gebruikers vinden op hun eigen borden. Gebruikers kunnen ook samen een bord samenstellen, eveneens als berichten bij elkaar achter laten.